# Monaster Dragalewski
Monaster Dragalewski (bułg. Драгалевски манастир „Света Богородица Витошка“, Dragalewski manastir „Sweta Bogorodica Witoszka“) – prawosławny żeński klasztor na stokach Witoszy, w jurysdykcji metropolii sofijskiej Bułgarskiego Kościoła Prawosławnego. 
Klasztor powstał w połowie XIV wieku z fundacji cara bułgarskiego Iwana Aleksandra. Został opuszczony w drugiej połowie XIV w., po zdobyciu Sofii przez sułtana osmańskiego Murada I. Ponownie został reaktywowany w końcu XVI w. i stał się ważnym centrum wiary Kościoła Prawosławnego. Jego odbudowa jest głównie zasługą sofijskiego bojara Radosława Mawyra (Радослав Мавър), który doprowadził do jego odbudowy. Odbudowa powiązana była z odmalowaniem i pokryciem ikonami wnętrza klasztornej cerkwi. Freski te zachowały się do dzisiaj i są jednym z najcenniejszych zabytków kompleksu monastyru. Zachowały się także freski przedstawiające Radosława Mawyra, jego żonę oraz dwóch synów. Po odzyskaniu niepodległości przez Bułgarię zespół klasztorny został ponownie odrestaurowany, a w 1932 według projektu architekta A. Raszenowa na miejscu starego klasztoru zbudowano nowy.